# Torneo de Cantón 2024
El Abierto de Cantón 2024 fue un torneo de tenis profesional que se juega en canchas duras. Fue la 18ª edición del torneo, perteneció a la WTA Tour 2024 en la categoría WTA 250. Se llevó a cabo en Guangzhou, China, el 21 a 27 de octubre de 2024.

## Distribución de puntos
| Modalidad           | Campeona | Finalista | Semifinales | Cuartos de final | 2.ª ronda | 1.ª ronda | Clasificadas | 2.ª ronda de clasificación | 1.ª ronda de clasificación |
| Individual femenino | 250      | 163       | 93          | 54               | 30        | 1         | 18           | 12                         | 1                          |
| Dobles femenino     | 250      | 163       | 93          | 54               | 1         | -         | -            | -                          | -                          |

## Cabeza de serie

### Individual femenino
| Tenista            | Ranking | Preclasificada |
| Kateřina Siniaková | 41      | 1              |
| Marie Bouzková     | 43      | 2              |
| Yuan Yue           | 46      | 3              |
| Elina Avanesyan    | 48      | 4              |
| Diane Parry        | 52      | 5              |
| Rebecca Šramková   | 53      | 6              |
| Jéssica Bouzas     | 62      | 7              |
| Kamilla Rakhimova  | 65      | 8              |

- Ranking del 14 de octubre de 2024.

### Dobles femenino
| Tenista                        | Ranking | Preclasificada |
| Kateřina Siniaková Zhang Shuai | 31      | 1              |
| Aldila Sutjiadi Xu Yifan       | 81      | 2              |
| Ulrikke Eikeri Makoto Ninomiya | 99      | 3              |
| Tímea Babos Harriet Dart       | 111     | 4              |

## Campeonas

### Individual Femenino
Olga Danilović venció a  Caroline Dolehide por 6-3, 6-1

### Dobles Femenino
Kateřina Siniaková /  Zhang Shuai veniceron a  Katarzyna Piter /  Fanny Stollár por 6-4, 6-1